# Anelina (obwód mohylewski)
Anelina (biał. Анэліна; ros. Анелино, Anielino; hist. Anielin) – wieś na Białorusi, w rejonie bychowskim obwodu mohylewskiego, około 29 km na południowy wschód od Bychowa.

## Historia
Dobra te należały do powiatu bychowskiego Rzeczypospolitej, wchodziły w skład majątku Sapiehów. Po I rozbiorze Polski w 1772 roku znalazły się na terenie Imperium Rosyjskiego. Z czasem przeszły na własność Wykowskich h. Jastrzębiec. Pod koniec XVIII wieku właścicielem Anielina był Ludwik Wykowski, po nim – jego brat Mieczysław, wreszcie Aleksander Wykowski, a po nim – jego syn Stanisław. Ostatnim właścicielem Anielina był Ludwik Wykowski.
Od 1917 roku Anielin znalazł się w ZSRR, od 1991 roku – na Białorusi.

## Dawny dwór
Aleksander Wykowski zbudował w Anielinie rozległy parterowy dwór. Był to budynek wzniesiony na wysokiej podmurówce, na planie prostokąta. Od strony podjazdu uwagę zwracały trzy portyki. Środkowy składał się z czterech kolumienek dźwigających fronton z herbem rodziny. Wejście do skrzydeł (dobudowanych przez Stanisława) umożliwiały skrajne portyki, każdy z dwiema kolumnami dźwigającymi trójkątny szczyt. Po przeciwnej stronie centralnego ganku był taras ogrodowy otoczony balustradą.
We wnętrzu znajdowało się blisko 20 pokoi w układzie dwutraktowym. Pośrodku była wielka sień i duży salon od strony ogrodu. Pokoje były opalane piecami kaflowymi i dwoma murowanymi kominkami. W bibliotece znajdowało się około trzy tysiące woluminów. We dworze znajdował się również wielki zbiór entomologiczny: zbiór motyli, żuków i innych owadów liczył około 10 tysięcy sztuk. Zbiór numizmatyczny liczył 746 sztuk.
Wokół dworu nie było parku, w pewnej odległości od budynku był sad owocowy otoczony alejami lipowymi i aleją leszczynową.
Dwór został najprawdopodobniej zniszczony w czasie I wojny światowej albo wkrótce po rewolucji październikowej.
Majątek w Anielinie jest opisany w 1. tomie Dziejów rezydencji na dawnych kresach Rzeczypospolitej Romana Aftanazego.